# بطولة تونس للكرة الطائرة للرجال 2004-2005
بطولة تونس للكرة الطائرة للرجال 2004-2005 هو الموسم رقم 50 من بطولة تونس للكرة الطائرة للرجال.

فاز بهذا الموسم النادي الرياضي الصفاقسي.

## روابط خارجية
- الموقع الرسمي للجامعة التونسية للكرة الطائرة.